# Чагарниця чорнощока

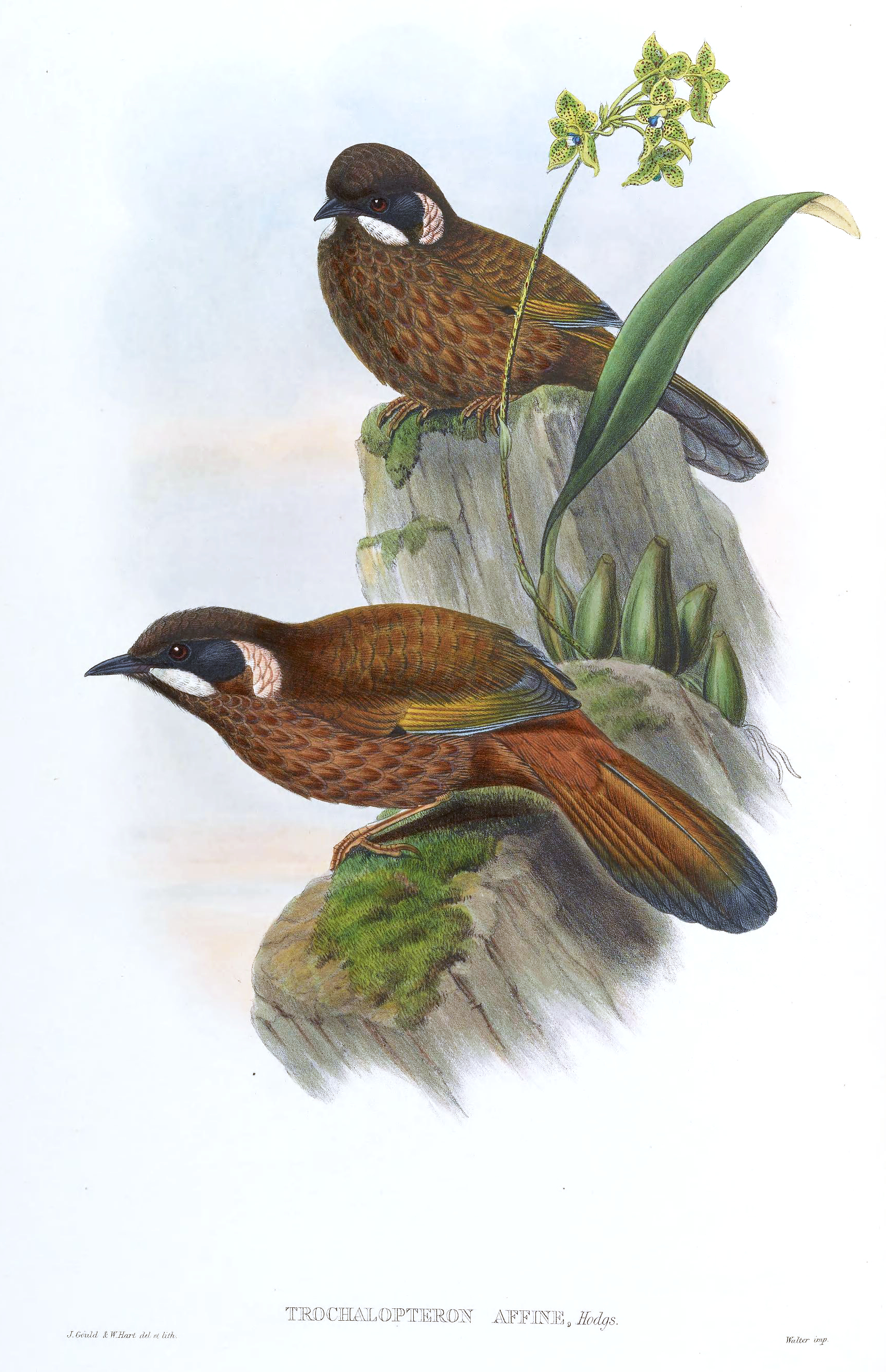
Чорнощокі чагарниці

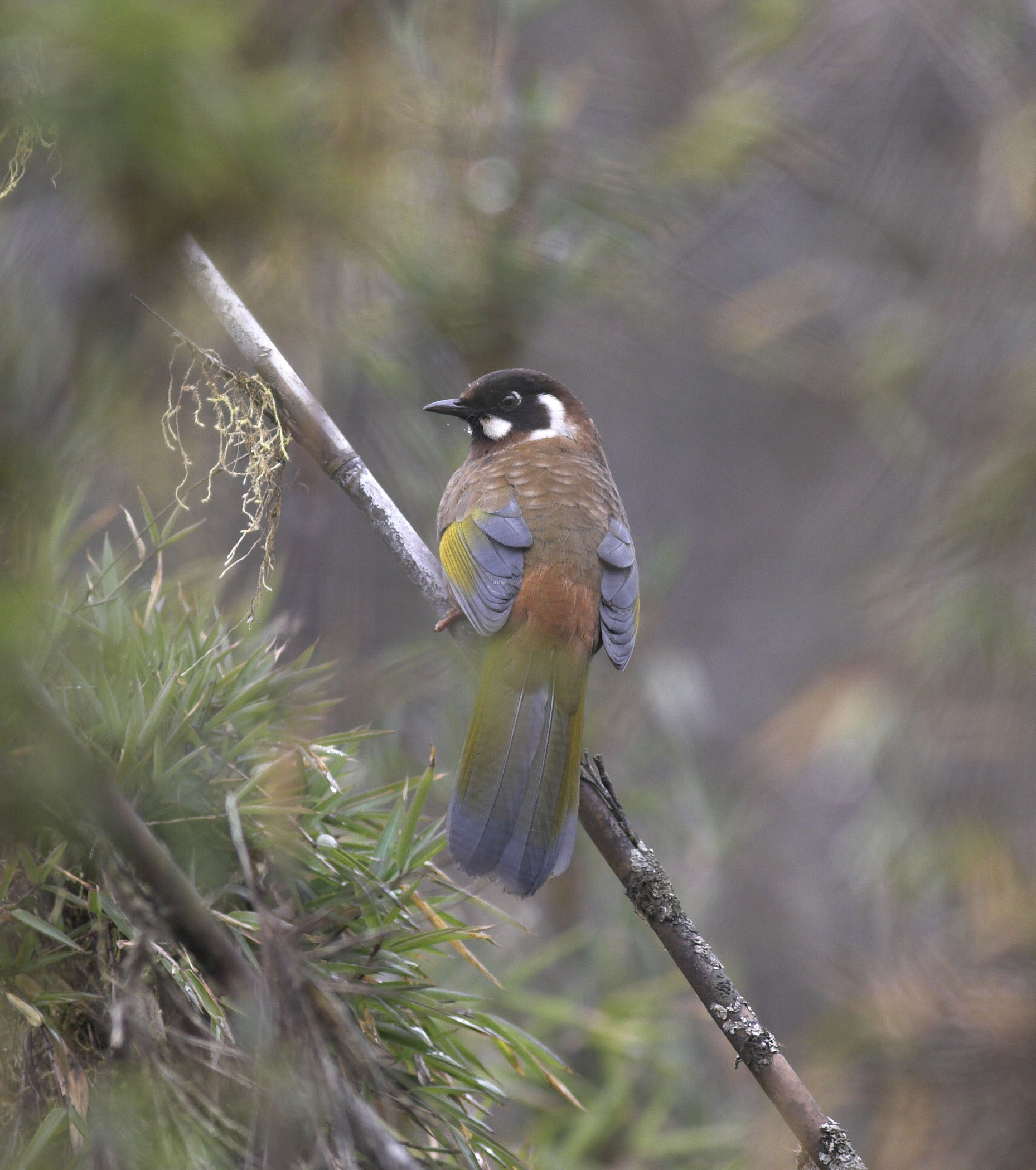
Чорнощока чагарниця

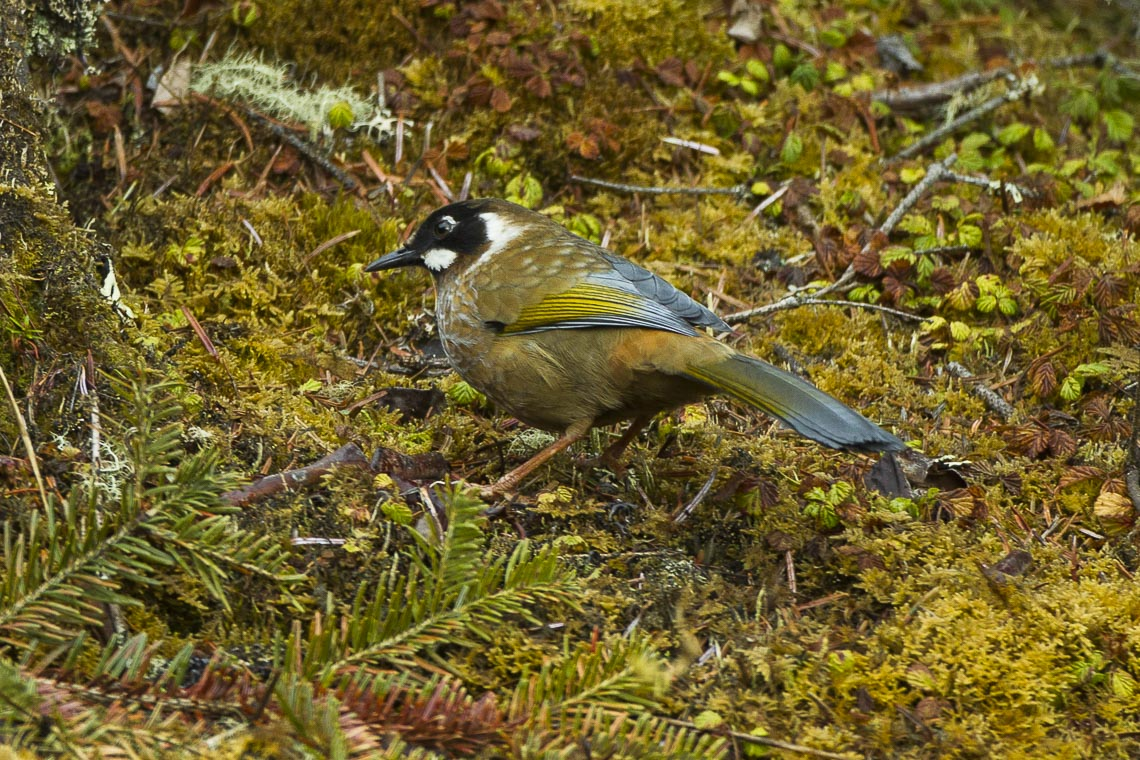
Чорнощока чагарниця

Чагарни́ця чорнощока (Trochalopteron affine) — вид горобцеподібних птахів родини Leiothrichidae. Мешкає в Південно-Східній Азії.

## Опис
Довжина птаха становить 24-26 см. Забарвлення переважно буре, голова чорна, на спині і грудях лускоподібний візерунок. На шиї біла смуга, під дзьобом білі "вуса". Крила оливково-сірі з жовтими плямами.

## Підвиди
Виділяють шість підвидів:
- T. a. affine (Blyth, 1843) — західний і центральний Непал і крайній південь Тибету;
- T. a. bethelae (Rand & Fleming, RL, 1956) — східний Непал, Бутан, Північно-Східна Індія, південно-східний Тибет;
- T. a. oustaleti (Hartert, E, 1909) — північний схід Ассаму, північна М'янма і Юньнань;
- T. a. muliense (Rand, 1953) — долина Янцзи на південному сході Цинхаю і на північному заході Юньнаню;
- T. a. blythii Verreaux, J, 1871 — північний Сичуань;
- T. a. saturatum (Delacour & Jabouille, 1930) — центральний і південно-західний Юньнань, північний В'єтнам.

## Поширення і екологія
Чорнощокі чагарниці мешкають в Китаї, М'янмі, Індії, Непалі, Бутані і В'єтнамі. Вони живуть у вологих гірських тропічних лісах і високогірних чагарникових заростях. Зустрічаються на висоті від 2350 до 4600 м над рівнем моря. Живляться комахами, ягодами і плодами. Сезон розмноження триває з квітня по серпень. Гніздо чашоподібне, розміщується в чагарниках на висоті від 1 до 2,5 м над землею. В кладці від 2 до 3 синіх, злегка поцяткованих плямами яєць.